# Pang Jiaying
Pang Jiaying (龐佳穎T, 庞佳颖S, Páng JiayǐngP; Shanghai, 6 gennaio 1985) è un'ex nuotatrice cinese.
Ha vinto 4 medaglie alle Olimpiadi: argento nella staffetta 4x200 m stile libero ad Atene 2004 e a Pechino 2008, bronzo nei 200 m stile libero e nella staffetta 4x100 m stile libero a Pechino 2008.
Ai Mondiali 2009 di Roma, ha vinto l'oro nella Staffetta 4x200 m sl, stabilendo il record mondiale con il tempo di 7'42"08.

## Palmarès
- Giochi olimpici

Atene 2004: argento nella 4x200m sl.
Pechino 2008: argento nella 4x200m sl, bronzo nei 200m sl e nella 4x100m misti.
- Mondiali

Barcellona 2003: bronzo nella 4x200m sl.
Montréal 2005: bronzo nella 4x200m sl.
Roma 2009: oro nella 4x200m sl.
Shanghai 2011: bronzo nella 4x200m sl.
- Mondiali in vasca corta

Shanghai 2006: argento nella 4x200m sl.
Dubai 2010: oro nella 4x200m sl e bronzo nella 4x100m sl.
Istanbul 2012: bronzo nella 4x200m sl.
- Giochi asiatici

Doha 2006: oro nei 200m sl, nella 4x100m sl, nella 4x200m sl e nella 4x100m misti, argento nei 50m sl e nei 100m sl.
- Campionati asiatici

Dubai 2012: oro nei 200m sl, nella 4x100m sl e nella 4x200m sl.
- Universiadi

Daegu 2003: oro nella 4x200m sl e nella 4x100m misti, bronzo nei 200m sl e nella 4x100m sl.
Bangkok 2007: argento nella 4x100m sl e nella 4x200m sl.